# Chrysler Phaeton
La Chrysler Phaeton è una concept car realizzata dalla Chrysler nel 1997.

## Contesto
La vettura, con carrozzeria cabriolet, è stata realizzata ispirandosi alla Newport Phaeton del 1941. La denominazione Phaeton viene da  Phaeton, una carrozza sportiva aperta a quattro grandi ruote, in voga nei secoli XIX e XX.

## Tecnica
L'auto è in configurazione cabriolet. Come propulsore, la Phaeton era dotata di un V12 5.4 da 425 cv gestito da un cambio automatico a quattro rapporti. Era equipaggiata con sospensioni indipendenti con schema a quadrilatero, derivati dalla Dodge Viper. Gli interni sono realizzati con l'impiego di pelle pregiata, legno Zebrano e metallo satinato e, a dispetto dell'epoca, la vettura è stata dotata di divisorio tra i sedili anteriori e quelli posteriori. Entrambe le sezioni che si vanno così a creare sono dotate di radio, climatizzatore e sistemi di navigazione indipendenti.